# Route nationale 399
Die Route nationale 399, kurz N 399 oder RN 399, war eine französische Nationalstraße.
Der Streckenverlauf führte von Metz nach Maizières-lès-Vic und stellte eine Alternative zur N55 dar.
Die Straßennummer wurde erstmals 1933 in das Nationalstraßennetz aufgenommen.
Im Jahr 1973 wurde die Straße vom Status einer Nationalstraße zur Département-Straße herabgestuft.
In der heutigen Zeit wird sie als D999 ausgeschildert.